# Verband der Öffentlichen Wirtschaft und Gemeinwirtschaft Österreichs
Der Verband der öffentlichen Wirtschaft und Gemeinwirtschaft Österreichs (VÖWG) vertritt als Teil der europäischen Sozialpartnerschaft die Interessen der öffentlichen Wirtschaft, insbesondere im Bereich der Daseinsvorsorge. Der Verein repräsentiert somit Unternehmen und Einrichtungen, die im Eigentum, mit Beteiligung oder im Auftrag von Gebietskörperschaften Dienstleistungen von allgemeinem Interesse erbringen. Neben der öffentlichen Infrastruktur (Personenverkehr, Wasser, Energie, Abfall) sind auch Bildung, Gesundheit, Kultur und soziale Dienste vom Begriff der Daseinsvorsorge umfasst.

## Gemeinwirtschaft in der europäischen Sozialpartnerschaft
Der VÖWG betreibt Interessenvertretung auf europäischer und nationaler Ebene und arbeitet in den Ressorts Wirtschaft, Finanzen und Binnenmarkt, Soziales und Gesundheit, Medien und Kommunikation, Verkehr, Umwelt sowie Energie. Ziel ist es, Kommunen und öffentliche Unternehmen mit Institutionen aus Politik, Wirtschaft und Wissenschaft auf nationaler wie europäischer Ebene besser zu vernetzen.
Als österreichische Sektion des Europäischen Zentralverbands der öffentlichen Wirtschaft in Brüssel – (CEEP) – ist der VÖWG Teil der europäischen Sozialpartner und arbeitet an der Entstehung von Gesetzen mit. Darüber hinaus nützt der VÖWG als Mitglied des in Lüttich (Belgien) ansässigen Internationalen Forschungs- und Informationszentrums für Gemeinwesen – (CIRIEC) – internationale Expertisen und Kontakte. Auf diese Weise wahrt er die Interessen seiner Mitglieder und gestaltet europäische Wirtschafts- und Sozialpolitik mit.
Präsidentin war ab November 2011 die ehemalige Wiener Vizebürgermeisterin Renate Brauner. Die Geschäftsführung hat seit März 2010 Heidrun Maier-de Kruijff inne.

## Aufgaben
Verhandlungen und Debatten mit verantwortlichen Politikern, relevanten Entscheidungsträgern in den Generaldirektionen der Europäischen Kommission, im Europäischen Parlament, in Delegationen, Ausschüssen, nationalen Ministerien sowie Landesbehörden sind Teil der täglichen Verbandsarbeit.
Die europäische Liberalisierungsdynamik und Binnenmarktorientierung stellt zahlreiche Unternehmen und Institutionen der Daseinsvorsorge und Gemeinwirtschaft vor administrative und wirtschaftliche Herausforderungen. Das zugrundeliegende Regelwerk steht unter permanentem Reformvorbehalt, was auch die rechtlichen Voraussetzungen für die nachhaltige und qualitative Erbringung öffentlicher Leistungen im Interesse der Bevölkerung entscheidend beeinflusst.
Deswegen will sich der VÖWG dafür einsetzen, die Besonderheiten und Vorteile öffentlicher Leistungserbringung bei europäischen Entscheidungsträgern zu verdeutlichen. Gemeinsam mit Partnerorganisationen will der VÖWG eine etablierte Plattform bieten, um Interessen und Forderungen effektiv einzubringen. Diese Dimension der europapolitischen Verbandsarbeit gewinnt stetig an Bedeutung, um eine Erosion der Daseinsvorsorge über den Umweg des europäischen Vergabe- und Beihilfenrechtes zu verhindern.
Neben der Wahrung von Mitgliederinteressen bietet der Verband eine Reihe von weiteren Dienstleistungen an: Spezialrecherchen bzw. die Zusammenstellung von Informationsportfolios zu wichtigen Themen – etwa zu Förderprogrammen der EU – oder die rechtliche Begleitung von Konsultationsverfahren auf europäischem wie nationalem Level. Der Verband versteht sich als Vermittler zwischen Experten aus der öffentlichen Wirtschaft und politischen Entscheidungsträgern und Institutionen aus Politik, Wirtschaft und Wissenschaft.

## Entwicklung
Die Interessensvertretung wurde 1952 unter dem Namen „Arbeitsgemeinschaft der Österreichischen Gemeinwirtschaft“ gegründet. Im Jahr 1990 erfolgte die Umbenennung in „Verband der öffentlichen Wirtschaft und Gemeinwirtschaft Österreichs“.
Mit dem zunehmenden Gewicht kommunaler Aufgaben und Dienstleistungen nach den Jahren des Wiederaufbaus bekleideten für drei Jahrzehnte Vertreter der kommunalen Ebene das Amt des Präsidenten. So nahmen etwa die Wiener Stadträte Franz Nekula, Fritz Hofmann und schließlich Landtagspräsident Johann Hatzl diese Funktion wahr.
Am 16. November 2011 wurde die Wiener Wirtschaftsstadträtin Renate Brauner zur Präsidentin gewählt, die in diesem Amt die Nachfolge von Christian Oxonitsch antrat. Die Funktion der Geschäftsführerin wird von Heidrun Maier-de Kruijff in Personalunion mit dem Verband kommunaler Unternehmen Österreichs (VKÖ) ausgeübt. Am 1. September 2021 wurde Peter Hanke als Nachfolger von Brauner zum Präsidenten des VÖWG gewählt.